# Nosslin
Nosslin är ett svenskt efternamn, som har fått uppmärksamhet i den vetenskapliga litteraturen om personnamn på grund av sitt ovanliga ursprung: det är namnet Nilsson baklänges.

## Skånska släkten Nosslin
Den svenska släkten Nosslin stammar från kyrkoherden Vilhelm Nosslin (1836–1919), som ursprungligen hette Nilsson, men som inför prästvigningen 1864 bytte namn till Nosslin. Vilhelm Nosslin var 1869–1876 lärare vid växelundervisningsskolan i Södra Åsums landskommun, idag i Sjöbo kommun. I övrigt hade han förordnanden som präst på olika ställen på skånska landsbygden. Han blev 1882 komminister i Trelleborg och 1884 kyrkoherde i Dalköpinge och Gislövs pastorat, idag i Trelleborgs kommun. Denna tjänst hade han till sin död.
Vilhelm Nosslin hade 9 barn och har idag många ättlingar, men bara två söner förde efternamnet vidare till en tredje generation. En av sönerna, stadsbibliotekarien i Malmö Folke Nosslin (1883–1973) var far till  Bertil Nosslin (1919–2014), överläkare och professor vid Lunds universitet.
Enligt webbplatsen birthday.se fanns det i september 2017 en person i Sverige med namnet Nosslin, Bertil Nosslins dotter sjukgymnasten Sussie Nosslin Kyle.
I den Nosslinska familjegraven vid  Dalköpinge kyrka är flera av släktens medlemmar begravda.

## Fiktiva personer med namnet Nosslin
I sin ungdomsroman  Ett annat sätt att vara ung från 2000 beskriver författaren Per Nilsson en gymnasielärare Per Nosslin, vars namn uppenbarligen är bildat från författarens eget. Boken var sedan förlaga för filmen "Hannah med H" 2003 med manus av Nilsson tillsammans med Annika Thor. I filmen ändrades gymnasielärarens namn till Jens Nosslin. Rollistan upptar även andra personer med efternamnet Nosslin, tydligen medlemmar av Jens Nosslins familj.